# 浅野養長
浅野 養長（あさの やすなが、1872年10月7日（明治5年9月5日） - 1941年（昭和16年）3月5日）は、日本の男爵、正三位。

## 経歴
広島藩7代藩主浅野重晟の孫浅野懋昭の九男として生まれ、明治21年（1888年）に分家し、特旨をもって同年11月1日に男爵を叙爵する。浅野長勲の弟。焼津神社宮司。正三位。妻は酒井忠惇の五女登喜子。

## 栄典
- 1906年（明治39年）1月20日 - 従四位[1]